# Азарије (пророк)
Азарија (хебр. עזריה  „Јахве помаже“) је био пророк описан у 15. 2. Првој књизи дневника.
Азарија је описан као „Одедов син“ (1. стих), али масоретски текст изоставља Азаријино име у 8. стиху, што сугерише да је пророчанство од самог Одеда.
Живео је у време цара Асе. Његове проповед описане су као огњене. Он, богонадахнут, објављује: "Чујте ме, Асо и све племе Јудино и Венијаминово; Господ је с вама, јер сте ви с њим; и ако га устражите, наћи ћете га; ако ли га оставите, и он ће вас оставити" (2 Дневн. 15, 2). Када је умро, сахрањен на својој њиви.

## Библијски опис
Описано је да Дух Божји долази на њега (1. стих), и он иде у сусрет јудејском краљу Аси да га подстакне да изврши дело реформе. Као одговор на Азаријино охрабрење, Аса је спровео низ реформи укључујући уништавање идола и поправку Јахвеовог олтара у комплексу јерусалимског храма. Библија бележи да је након спровођења ових реформи уследио период мира (19. стих).